# Bosslankmier
De bosslankmier (Temnothorax nylanderi) is een mierensoort uit de onderfamilie van de Myrmicinae. De wetenschappelijke naam van de soort is voor het eerst geldig gepubliceerd in 1850 door Foerster.